# Vieille Femme
Vieille Femme est un tableau réalisé par le peintre lorrain Georges de La Tour vers 1618-1619. De format vertical, cette huile sur toile est le portrait en pied d'une femme âgée les mains sur les hanches devant un fond neutre. Reçue en don en 1975, l'œuvre est conservée par les musées des Beaux-Arts de San Francisco au Legion of Honor, à San Francisco, en Californie, aux États-Unis. Les collections de cet établissement comprennent également son pendant, Vieillard.

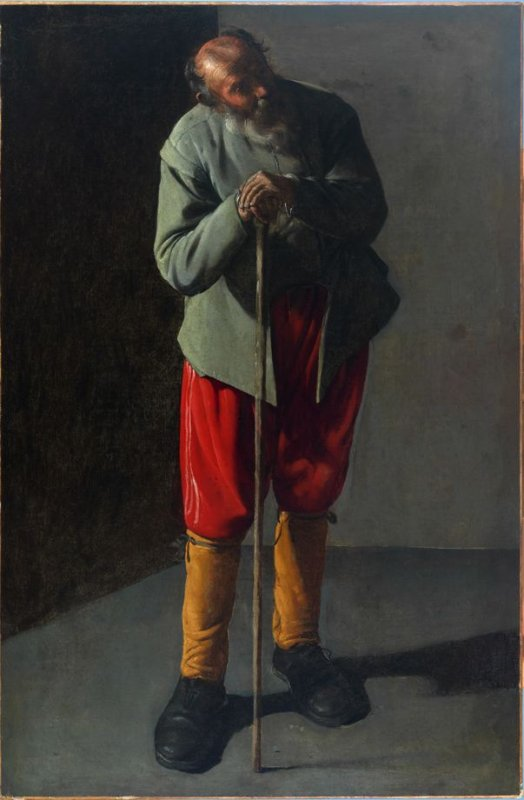
Vieillard, vers 1618-1619 – Legion of Honor, San Francisco.